# Faleme
Faleme je reka, ki izvira v severni Gvineji, nato teče proti severo-sverovzhodu, kjer vstopi v Mali, nato pa ponovno spremeni smer proti severozahodu, kjer postane mejna reka med Malijem in Senegalom.
Na koncu se izlije v Senegal.